# 자명고 (드라마)
《자명고》(自鳴鼓)는 SBS에서 2009년 3월 10일부터 같은 해 2009년 7월 21일까지 방송한 39부작 퓨전 팩션 대하사극이다. 낙랑국을 소재로 하였으며, 당초 계획에는 50부작으로 기획될 예정이었으나 시청률 부진 등으로 인해 39부작으로 축소되었는데 갓난아기를 살해하는 장면 등을 세부적으로 묘사하고 청소년시청보호시간대에 동 장면을 포함한 예고편을 방영했으며 극중 인물이 ‘졸라리’ 등의 비속어를 사용하는 내용을 내보내 방송통신심의위원회로부터 '주의' 조치를 받았다.
한편, 이 작품은 당초 2009년 2월 23일 첫 회가 나갈 예정이었으나 이미숙이 해당 작품과 같은 시간대에 편성될 MBC 에덴의 동쪽에 동시 출연한다는 점 등의 이유 탓인지 SBS는 2주 동안 김수현 작가의 드라마 은사시나무 홍소장의 가을을 재편집해 내보냈고 <자명고>는 2009년 3월 9일로 편성이 연기됐다.

## 드라마의 탄생 동기
자명고는 한자의 뜻 그대로, 스스로 울리는 북을 말한다. 중국 한나라 시대, 낙랑국의 전설로서 전해 내려오는 신비의 북이라고 한다. 실질적인 역사 연구에 따르면 낙랑국에서 국가 안보를 위해 첩보와 비슷한 역할을 하는 시스템, 즉 감시망이 외부 적으로부터의 침입을 미리 알리는 체계를 상징적으로 표현한 것이라는 설이 있다. 이 드라마는 그러한 이야기를 모티브로 삼아 자명고를 사람으로 설정하여 이야기를 새롭게 만들었다.

## 등장 인물

### 주요 인물
- 정려원 : 자명 (뿌쿠) 역
- 정경호 : 호동 역
- 박민영 : 낙랑공주 (라희) 역
- 이주현 : 왕홀 역

### 낙랑국 사람들
- 홍요섭 : 최리 역
- 이미숙 : 왕자실 역
- 김성령 : 모하소 역
- 나한일 : 왕굉 역
- 여욱환 : 일품 (행카이) 역
- 고수희 : 모양혜 역
- 지성원 : 동고비 역
- 박효주 : 치소 역
- 김학철 : 부달 역

### 고구려 사람들
- 문성근 : 대무신왕 역 ㅡ 무휼(바람의 나라)
- 성현아 : 송매설수 역 ㅡ 이지(바람의 나라)
- 오은찬 : 모본왕 역
- 김가연 : 여랑 역
- 이한위 : 우나루 역
- 윤주상 : 송옥구 역
- 이영범 : 을두지 역

### 아역
- 이영유 : 자명 역
- 진지희 : 낙랑공주 역
- 노진 : 아역 역
- 여진구 : 호동 역
- 박건태 : 왕홀 역
- 윤찬 : 일품 역
- 윤정은 : 왕자실 역

### 그 외 인물
- 이원종 : 차차숭 역
- 조미령 : 미추 역
- 이장원
- 이설구 : 세작 역
- 선학 : 호위무사장 역
- 조경훈 : 낙랑군 태부 호곡 역
- 이창직 : 유헌 역
- 이현걸
- 이진아 : 양덕 역
- 김형묵 : 송강장군 역
- 지일주 : 점소이 역
- 민아령 : 신녀 역
- 지유 : 신녀 역
- 성민수 : 하오개장군 역
- 정지순 : 친구 역
- 임서연 : 여자 역

## 참고 사항
- 카인과 아벨 무산[3] 후 정려원이 선택한 드라마였다.

## 경쟁 프로그램
- 꽃보다 남자 (KBS 2TV)
- 남자 이야기 (KBS 2TV)
- 결혼 못하는 남자 (KBS 2TV)
- 에덴의 동쪽 (MBC)
- 내조의 여왕 (MBC)
- 선덕여왕 (MBC)

## 같이 보기
- 주몽 (드라마)
- 바람의 나라 (드라마)
- 근초고왕 (드라마)
- 태왕사신기
- 광개토태왕 (드라마)
- 연개소문 (드라마)
- 대조영 (드라마)